# Руїна
Руї́на — період історії України другої половини XVII століття, що відзначився розпадом української державности, загальним занепадом та кровопролитними війнами на території України.
Частіше за все під Руїною розуміють період від смерті гетьмана Богдана Хмельницького (1657) до початку гетьманства Івана Мазепи (1687).
Під час Руїни Гетьманщина умовно була поділена по Дніпру на Лівобережну та Правобережну, і ці два володіння під різними гетьманами ворогували між собою.
Сусідні держави (Річ Посполита, Московське царство, Османська імперія) втручалися у внутрішні справи України, й українська політика характеризувалась намаганням підтримувати приязні відносини з тією чи іншою окупаційною силою. Київську митрополію у 1686 році було анексовано Московським патріархатом.
Остаточний поділ Гетьманщини на Лівобережну та Правобережну Україну було закріплено Андрусівським перемир'ям (1667) та Вічним миром (1686). За ними Лівобережжя та Київ відходили до Московського царства, а Правобережжя — до Речі Посполитої.

## Визначення
Слово «Руїна» як історичний термін вживав на сторінках своєї праці історик-літописець Самійло Величко.
Микола Костомаров у вступі до своєї монографії «Руїна» 1879—1880 років писав:

| Назва «Руїна» — не вигадана; вона залишилась в народних спогадах, особливо відносно правобережної України, яка буквально була обернена на «руїну»… Оригінальний текст (рос.) Название «Руина» — не выдуманное; оно осталось в народном воспоминании, особенно по отношению к правобережной Украины, которая буквально была обращена в «руину»… |
Дехто з публіцистів (наприклад, Микола Костомаров) пов'язують її з правлінням трьох гетьманів — ставлеників Москви (Івана Брюховецького, Дем'яна Многогрішного та Івана Самойловича) й обмежують хронологічно 1663—1687 роками та територіально — Лівобережною Україною.
Історики також трактують час по різному:
- Від Чуднівської угоди та подальшого розколу серед козацтва, у зв'язку з невизнанням лівобережними полками патронату Речі Посполитої — 1660—1687.
- Від смерті Богдана Хмельницького, зокрема Пушкарівського повстання, й до початку правління Івана Мазепи — 1657—1687 (позиція Бориса Крупницького).

## Передумови

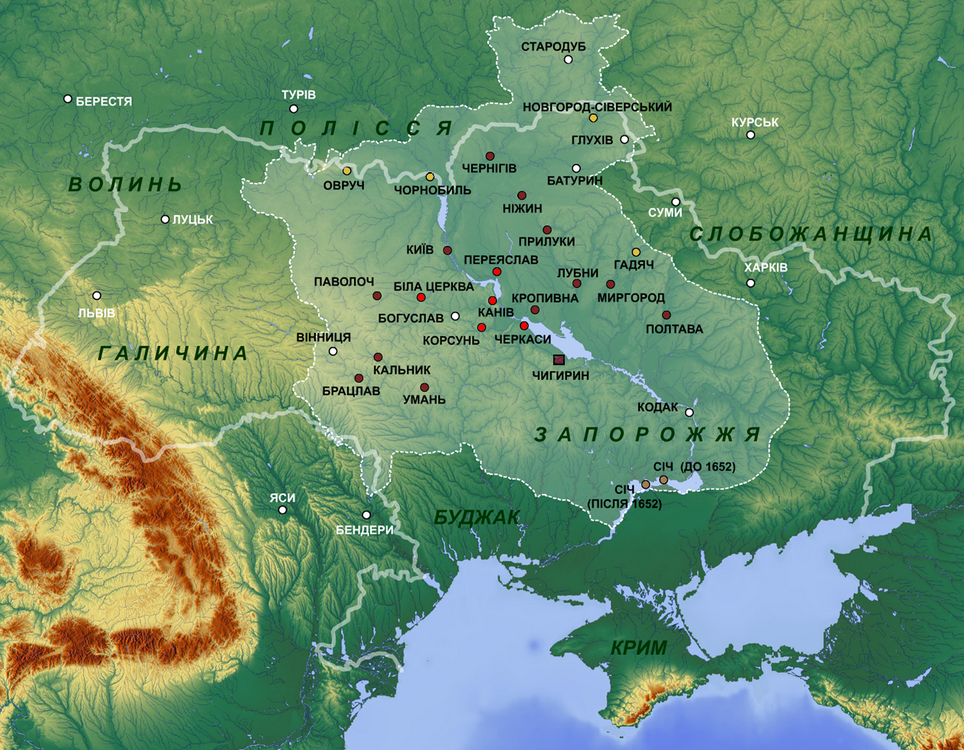
Гетьманщина в 1649—1654 роках

Після смерті Богдана Хмельницького козацька старшина, виконуючи його волю, обрала гетьманом його сина Юрія Хмельницького. Регентом, до повноліття юного керманича, мав бути Іван Виговський. Але вже через місяць Юрія, на Генеральній раді у Корсуні, з великими суперечками, головним чином за підтримки покозаченої шляхти, чинно замістив генеральний писар. Також та сама рада ухвалила створення нового союзу Гетьманщини зі Швецією, що було закріплено у Корсунському договорі.
Новий гетьман викликав обурення серед козацтва — йому закидали те, що він мав польське походження та був одружений з донькою магната Речі Посполитої.
Також загострилися соціальні конфлікти — з одного боку, козацька старшина привласнювала на місцях прибуток від оренди та частину податків, з іншої — війни та стихійні лиха призвели до розорення козаків, посполитих та міщан. Ще за часів Хмельницького козаки мали проблеми з оплатою їхньої служби, та навіть були змушені вдаватися до розбою. Обурення з цього росло ще при житті старого гетьмана.
Виговський, в свою чергу, взяв курс на створення старшинської республіки (орієнтуючись на взірець устрою Речі Посполитої). Він спробував частково відродити шляхетське землеволодіння на території південних лівобережних полків (Полтавського та Миргородського), які й стали головним центром повстання в Гетьманщині.

## Події 1657—1659 років

### Повстання Пушкаря та Барабаша
Обрання Івана Виговського гетьманом викликало велике незадоволення у козацькому середовищі.
Особливо сильною була опозиція гетьману з боку Запорізької Січі. Вже у жовтні 1657 запорожці на чолі з кошовим отаманом Яковом Барабашем відкрито виступили проти гетьмана, відмовившись визнавати його владу. Запорожці звинувачували Виговського у зраді за його відносини з Річчю Посполитою та Кримським ханством.
У листопаді 1657 року за наказом гетьмана Ніжинський і Прилуцький полки перекрили шляхи сполучення Полтавщини із Запоріжжям, встановивши тим самим економічну блокаду краю. Цей крок викликав велике невдоволення на Полтавщині, оскільки завдавав значних матеріальних збитків краю. Невдоволення діями Виговського ще більше посилилося, коли він повернув магнатові Юрію Немиричу його колишні маєтності.
Наприкінці 1657 повстали козаки Полтавського полку на чолі з Мартином Пушкарем, до них приєдналися й запорожці на чолі з Барабашем. Пушкар зумів залучити на свій бік дейнеків (див. Повстання дейнеків), що значно посилило чисельність його загонів.
На початку 1658 проти повстанців було відправлено Паволоцький полк на чолі з Богуном та Сербських компанійців. У наслідок незнання сербами місцевості, війська повстанців розгромили компанійців в урочищі Жуків Байрак. Богун дізнавшись про оказію відступився й повернув військо з Полтавщини. На кінець березня сили всієї східної Полтавщини об'єдналися з Запоріжжям.
25 березня Виговський проголосив про союз з Кримським ханатом. У травні 1658 вірні Виговському полки та 15-40 тис. татар переправилися через Дніпро та рушили на Полтаву. Після боїв під Красним Лугом (поблизу Говтви) і Полуозером (поблизу Полтави) повстанці змушені були відступити до Полтави, де їх в кінці травня оточили загони Виговського.
На світанку 1 червня Пушкар вивів своє військо з-за мурів та навальною атакою захопив табір супротивників. В ході подальшої битви табір гетьмана кілька разів переходив із рук в руки, і Виговський ввів до бою свіжі сили татар. Барабаш, зрозумівши що сили гетьмана переважають і повстанню от-от настане кінець, залишив табір свого спільника та втік до Ромодановського. Пушкар загинув як і приблизно 15 тисяч повстанського війська. Повстання було остаточно придушено.
Барабаш відступив у московські порубіжні міста, але у серпні 1658 на прохання гетьмана він був арештований, а пізніше страчений.

### Союз Виговського з Річчю Посполитою

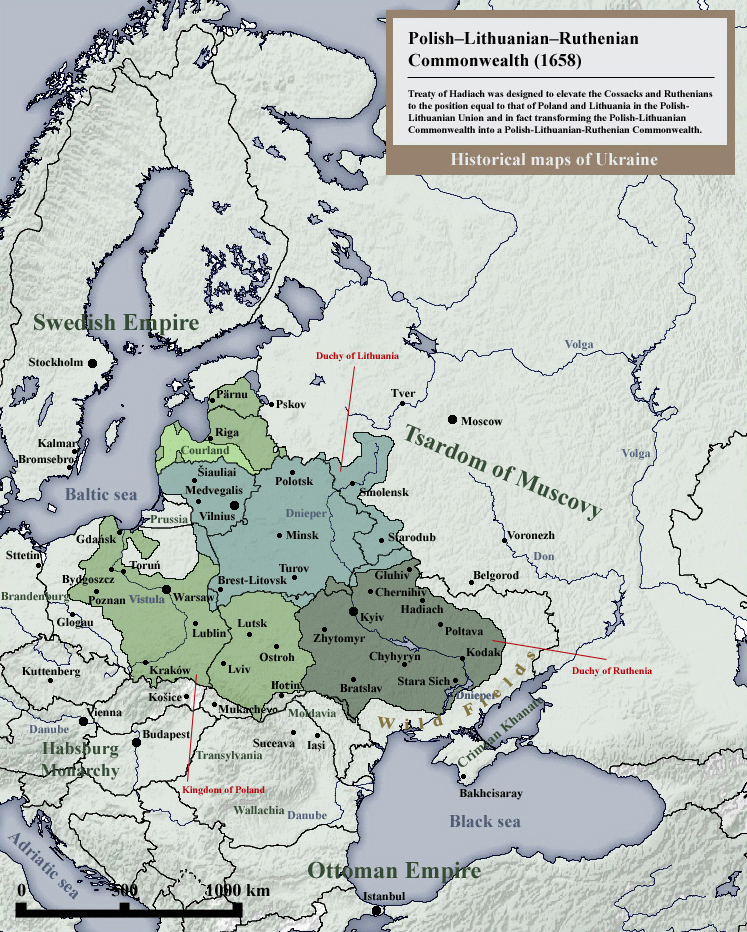
Польсько-литовсько-руська держава 1658 року за Гадяцьким договором

Після смерті Хмельницького влітку 1657 року у московської влади визрів план ревізії переяславських домовленостей 1654 року Ним передбачалося обмеження зовнішніх відносин гетьмана, збільшення кількості військових московських залог в українських містах.
На противагу цьому козацька верхівка на Генеральній Раді у Корсуні у жовтні 1657 року підписує договір зі Швецією (Корсунський договір), яка у той час воювала як із Річчю Посполитою, так і із Московським царством.
Повстання Пушкаря та Барабаша, що спалахнуло у 1657—1658 роках було мовчазно підтримано московською владою та московськими воєводами, які перебували в Україні. Після того як цар відмовив Виговському щодо допомоги проти повстанців, гетьман почав шукати інші варіанти. Кримське ханство з 1654 року перебувало у союзі з Річчю Посполитою. Тому було вирішено повернутися до перемовин з Річчю Посполитою.
16 вересня 1658 року було підписано Гадяцький договір. В основу нового союзу України та Річчю Посполитої було покладено реалізований на Люблінському сеймі 1569 року принцип федеративного устрою Речі Посполитої. За умовами Україна як незалежна держава, під назвою Велике Князівство Руське входила на рівних правах з Польщею і Литвою до складу федерації. Територію Великого Князівства Руського складали київське, брацлавське і чернігівське воєводства. Проект нової держави мав назву Річ Посполита Трьох Народів.
Проте, угода не була прийнята українським суспільством за багатьма причинами. Найважливіші з них це — залишення у складі Польщі Руського, Волинського, Белзького і Подільського воєводств, повернення прав на маєтності шляхті, яка була змушена покинути свої володіння у попередні роки, а також висока імовірність війни з православним Московським царством.
Московська влада також не сприйняла цю угоду і розпочала війну з Україною.

### Московсько-українська війна 1658—1659
У серпні 1658 року, ігноруючи Переяславський договір, князь Ромодановський проголошує наказним гетьманом Івана Безпалого. По містах Лівобережжя без узгодження з українським урядом розсилалися московські залоги.
У Прилуках незаконно змістили прилуцького полковника Петра Дорошенка й стратили кількох відданих гетьманському урядові сотників.
У відповідь на військові дії московських воєвод гетьманський уряд вирішив відповісти військовою акцією на московській території. У серпні — вересні 1658 року гетьманські війська вирушили на українсько-московське прикордоння.
Початок війни проходив від кінця вересня до середини грудня 1658 року Гетьманським військам вдалося вибити московські гарнізони з міст Білорусі. Близько 20 жовтня в Україну втретє вступило 15-тисячне московське військо із завданням установити військовий контроль Московії над південними і центральними районами Лівобережжя.
Поразка гетьманських військ 30 жовтня під Києвом та облога козацьких військ у Варві з одного боку, та брак ресурсів, а також підтримки серед місцевого населення, змусила сторони укласти перемир'я.
За умовами перемир'я московські війська зняли облогу Варви та відступили до Лохвиці. Взимку 1658 року обидві сторони активно готувались до продовження війни.
У грудні 1658 року гетьманський уряд перехопив ініціативу: головні московські війська опинилися заблокованими у Лохвиці. Отримавши підкріплення з Речі Посполитої та Кримського ханства, Виговський вирушив на Лівобережжя з метою відновити контроль над частинами Полтавського, Миргородського і Лубенського полків.
Зима і перша половина березня 1659 року пройшли у сутичках гетьманських і московських військ. Гетьманському уряду вдалось відновити контроль над більшістю територій, але під московським контролем залишалось близько 10 українських міст.
Завершальний етап війни (кінець березня — початок серпня 1659 р.) почався з походу в Україну московської армії на чолі з князем Трубецьким наприкінці березня.
18 квітня 1659 року — московське військо підходить до Конотопа. У Конотопі тоді перебувала найбоєздатніша на Лівобережжі частина гетьманських військ — три козацькі полки (Ніжинський, Чернігівський та Кальницький) на чолі з сіверським наказним гетьманом Григорієм Гуляницьким.
21 квітня місто опиняється в повній облозі. Оточенні у Конотопі козаки відмовились як здати московитам місто, так і принести провину царю і повернутись у його підданство. Чисельність московського війська під Конотопом становила близько 70 тисяч осіб.
27-29 червня 1659 року у ході вирішальної Конотопської битви московські війська зазнали нищівної поразки.
Бажаючи врятувати війська, які в нього залишились, та вирватися з оточення, князь Трубецькой 2 липня почав відступ у бік Путивля. 4 липня московські війська залишили територію Гетьманщини.
Поразка у війні змусили Москву на деякий час відсунути питання встановлення безпосереднього контролю над територією України на другий план.
Проте українська влада не змогла скористатися цією перемогою для зміцнення власної держави.
Незабаром, через внутрішні міжусобиці та активну роботу московських послів та воєвод, Іван Виговський був змушений зректися гетьманської булави, а створення Великого князівства Руського залишилось лише на папері.
У вересні 1659 року проти Виговського виступили полковники Василь Золотаренко, Яким Сомко та Тиміш Цицюра. Це змусило гетьмана зректися гетьманської булави на користь Юрія Хмельницького.

## Події 1660—1664 років
Протягом першої половини 1660-х pp. Московія, Річ Посполита й Крим вели жорстоку боротьбу (дипломатичну, збройну, політичну) за вплив на Україну, приділяючи при цьому велику увагу формуванню серед місцевої еліти угруповань, на які могли б опиратися. Старшина, намагаючись зберегти суверенітет і цілісність держави, щораз більше надій покладали на допомогу ззовні, а відтак ставали заручниками геополітичних інтересів урядів інших країн, котрі вміло ними маніпулювали.

### Гетьманство Юрія Хмельницького
11 вересня 1659 гетьманом України було обрано Юрія Хмельницького. Скориставшись скрутним становищем України, московський уряд і його уповноважений князь О. Трубєцкой примусили Юрія Хмельницького укласти 17 жовтня 1659 року Переяславські статті, які обмежували суверенні права України, давали право московському уряду призначати своїх воєвод і мати свої залоги, крім Києва, ще у п'яти містах України.
Цей договір викликав загальне обурення, і коли в 1660 московське військо, на боці якого воювали й козаки, у війні з Річчю Посполитою зазнало поразки, Хмельницький після поразки під Слободищем перейшов на бік Речі Посполитої. Московське військо було змушене до капітуляції після поразки під Чудновом.
Юрій Хмельницький уклав 27 жовтня 1660 року з Річчю Посполитою так званий Слободищенський трактат, який розривав союз з Москвою та скасовував Переяславські статті, відновлював союз з Річчю Посполитою й гарантував автономію України, яка зобов'язувалася воювати спільно з військом Речі Посполитої проти Московського царства.
Козацька рада в Корсуні схвалила Слободищенський трактат, але лівобережні полки, на чолі з Якимом Сомком і Василем Золотаренком, в силу економічно-соціального зиску та історично-традиційних розбіжностей з поляками лишилися на боці Москви. Наказним гетьманом Лівобережжя було обрано Сомка. Цим був започаткований поділ Гетьманщини на Правобережну й Лівобережну частини.
У січні 1661 року правобережні козаки разом з польськими загонами Стефана Чарнецького здійснили похід на землі Прилуцького, Чернігівського та Ніжинського полків, та спустошують їх. У 1662 році Хмельницький разом з польськими та татарськими загонами здійснили невдалий похід на Лівобережжя проти Якима Сомка. Обложивши його у Переяславі, Хмельницький відступив, дізнавшись про наближення військ Ромодановського. У битві під Каневом Хмельницькій зазнав поразки та відступив на Правобережжя. Переслідуючі його на Правобережжі московські полки також не мали успіху, зазнавши поразку у битві під Бужином.
Лівобережжя, яке перебувало під патронатом Москви, дедалі більше відокремлюється та відмежовується від Правобережжя. На Правобережжі відновлення шляхетських порядків Речі Посполитої спричинило народний опір та посилення старшинської опозиції.

### Початок розколу на дві України
У січні 1663 року Юрій Хмельницький зрікся гетьманської булави та постригся у ченці. На початку 1663 року за згодою короля Речі Посполитої у Правобережній Україні гетьманом було обрано Павла Тетерю. Однак лівобережні полки і Запорожжя не визнали влади Тетері. У Лівобережжі на гетьманську булаву претендували наказний гетьман Яким Сомко, ніжинський полковник Василь Золотаренко
На Чорній раді у Ніжині у червні 1663 року гетьманом Лівобережжя було обрано Івана Брюховецького.
Невдовзі Сомка і Золотаренка разом з кількома прихильниками було арештовано, та після кількох місяців ув'язнення страчено.

## Події 1663—1667 років

### Лівобережна Україна
Відразу після обрання гетьманом Брюховецький уклав з Московською державою Батуринські статті 1663 року, які надавали Москві більше влади, ніж це було встановлено Переяславськими статтями.
Три роки Іван Брюховецький провів у війнах з поляками та правобережним гетьманом Павлом Тетерею, проводячи відверто промосковську політику. У 1663—1664 роках козаки відбили останню спробу поляків захопити Лівобережжя. Король Ян II Казимир із великими силами оточив Глухів, але зазнав поразки від козаків і московських військ. Спроби Брюховецького скорити собі Правобережжя зазнали невдачі, хоча він на якийсь час захопив Канів, Черкаси й Білу Церкву. Іван Брюховецький спустошував й інші міста, але взяти Чигирин йому не вдалося, і під натиском козаків Тетері та поляків він відступив за Дніпро.
У грудні 1665 року Іван Брюховецький підписав Московські статті, які значно обмеживши державні права Гетьманщини, посилили її адміністративну і фінансову залежність від Московського царства.
Промосковська політика Івана Брюховецького принесла важкі наслідки для України. Майже у всіх великих українських містах розмістилися московські гарнізони, значно розширилися права царських воєвод, які зосередили в своїх руках ряд військових і фінансових функцій. Проведений у 1666 році майновий перепис посилив незадоволення московською адміністрацією та гетьманом, становище Брюховецького та його прибічників ставало небезпечним.

### Правобережна Україна
У 1663—1665 роках правобережний гетьман Павло Тетеря брав участь у поході Яна II Казимира на Лівобережжя.
Пізніше Тетеря допомагав полякам на чолі зі Стефаном Чарнецьким і татарами боротися проти козацько-селянських повстань на Правобережжі.
У 1665 році-у ватажок повстанців Василь Дрозденко розбив Павла Тетерю під Брацлавом, тому останній змушений був зректися гетьманства; захопивши військову скарбницю, державний архів і гетьманські клейноди, Тетеря виїхав до Речі Посполитої.
У червні 1665 року один з лідерів повстання Степан Опара захопив за допомогою татар Умань і в червні 1665 року проголосив себе гетьманом Правобережної України. Опара намагався укласти договір з Іваном Сірком і Василем Дрозденком про спільну боротьбу проти Кримського ханства і Речі Посполитої. Але вже 18 серпня 1665 року біля Богуслава Опара був схоплений татарами і разом з кількома своїми старшинами виданий уряду Речі Посполитої. Після усунення Тетері Василь Дрозденко також виявив свої претензії на гетьманську булаву, але був взятий у полон Петром Дорошенком і розстріляний.
10 жовтня 1665 року правобережні полковники обрали Дорошенка тимчасовим гетьманом Правобережної України, а на початку січня 1666 року у Чигирині козацька рада підтвердила вибір старшини.
Прагнучи стабілізувати внутрішнє становище Правобережної України, Дорошенко, за підтримки київського митрополита Йосифа Тукальського, провів ряд важливих реформ. Щоб позбутися залежності від козацької старшини, він створив постійне 20-тисячне військо з найманих частин (сердюки і компанійці), які відзначалися хоробрістю в бою і особистою відданістю гетьманові.
У ході протистояння з Лівобережною Україною коронне військо гетьманів Стефана Чарнецького і Єжи Себастьяна Любомирського з татарами Мехмеда IV Ґерая вибили московські війська за лінію Дніпра, але після того війна мала змінний успіх. У 1667 році було укладено Андрусівське перемир'я.

### Закріплення розділу України

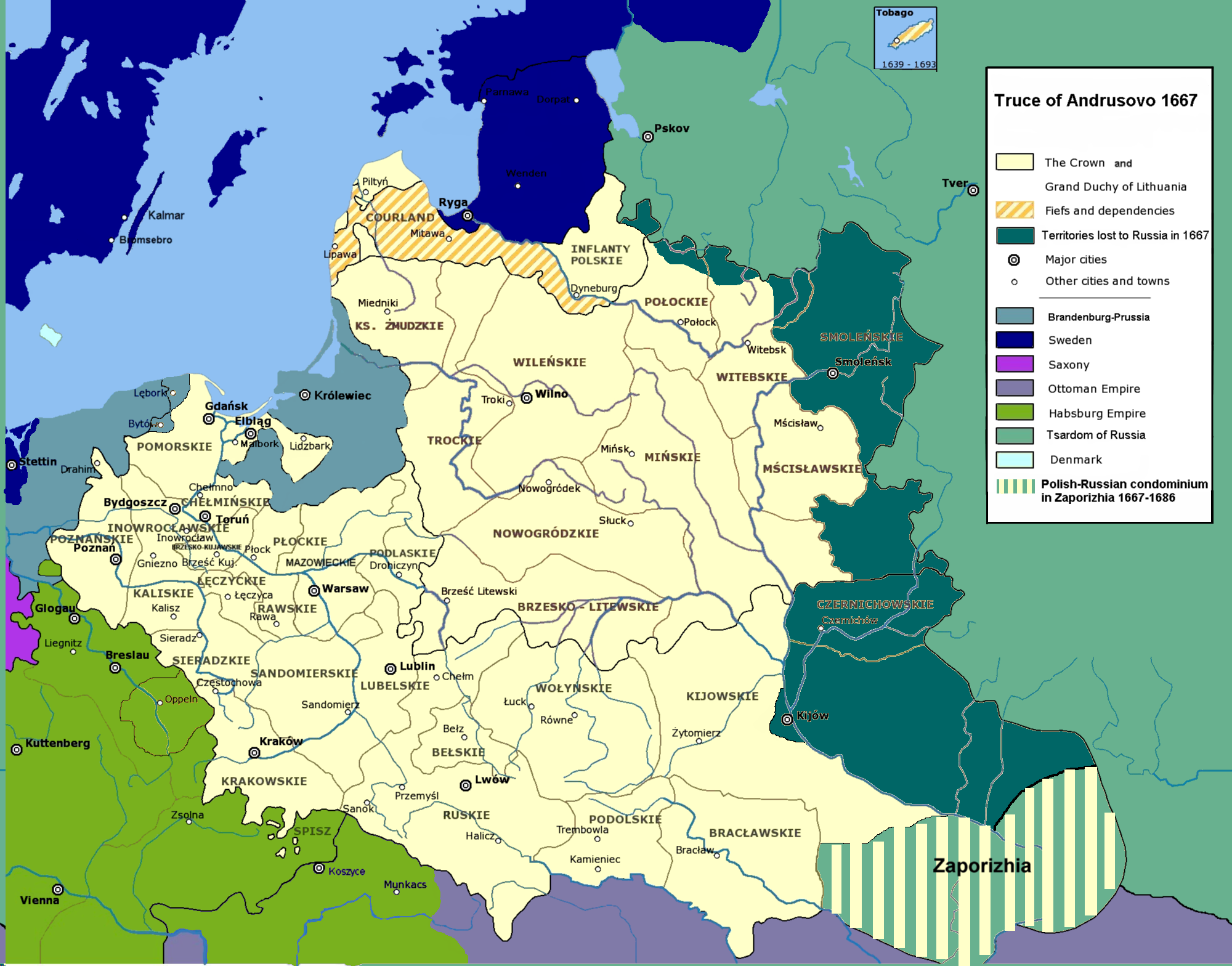
Темно зеленим позначені території, що відійшли Москві за Андрусівським миром.

У 1667 році між Московським царством і Річчю Посполитою було підписано сепаратне Андрусівське перемир'я, що завершує московсько-польську війну 1654—1667 років. За умовами договору під владою Московської держави залишалась Лівобережна Україна, Сіверська земля з Черніговом і Стародубом, а також Смоленськ, в складі Речі Посполитої залишалися Правобережна Україна (крім Києва) і Білорусь з Вітебськом, Полоцьком і Двінськом.
Умови сепаратного перемир'я викликали велике незадоволення серед українського суспільства. Андрусівський сепаратний договір, порушивши умови Переяславської Ради (1654 рік) та інших договорів з гетьманами Богданом Хмельницьким, Юрієм Хмельницьким та Іваном Брюховецьким, закріпив насильницький поділ української етнічної території на дві частини — Правобережну Україну і Лівобережну Україну.

## Події 1667—1671 років

### Лівобережна Україна
Під впливом всенародного обурення Андрусівським перемир'ям у містах Лівобережжя відбулися виступи проти московських залог, спричинених загальним обуренням діяльністю московської адміністрації в Україні. Іван Брюховецький просив у Москви війська, щоб покарати всіх незгодних: всі збунтовані міста й села він передбачав вирізати, спалити і знищити. Але тут Москва не наважилась прислухатися до його порад. Після цього Брюховецький вирішив за допомогою Петра Дорошенка самому стати на чолі повстання проти Москви, щоб таким чином зняти з себе народну нелюбов.
У січні 1668 року на старшинській раді в Гадячі Брюховецький висловився за ліквідацію московської влади в Гетьманщині та перехід України під османський протекторат. Рада прийняла цю пропозицію. Одночасно Брюховецький вступив у переговори з Петром Дорошенком та вислав посольство до Стамбулу.
На початку 1668-го московські гарнізони залишили більшість міст України, окрім Києва та Чернігова. Брюховецький почав готуватися до війни з московським військом.
Влітку Брюховецький домовився про зустріч з правобережним гетьманом Дорошенком поблизу Опішні для проведення спільної військової ради. Але ще з дороги Дорошенко прислав до Брюховецького посланців з вимогою відмовитися від гетьманства і віддати клейноди, обіцяючи за те дати йому Гадяч в довічне володіння.
Уражений лівобережний гетьман заарештував посланців Дорошенка, але невдовзі підійшов сам Дорошенко і став біля Опішні. У скрутній ситуації більшість союзників зрадило непопулярного гетьмана — першими його покинули татари, потім і козаки заявили, що не будуть битися з Дорошенком, і кинулись грабувати обоз. Самого Брюховецького схопили та у пориві народної люті вбили його ж козаки.
У 1668 році Петро Дорошенко призначив Дем'яна Многогрішного наказним гетьманом Лівобережної України, оскільки сам був змушений повернутися на Правобережжя. Наступ московських військ під командуванням князя Григорія Ромодановського на Сіверщину (на Ніжин і Чернігів), відсутність військової допомоги від Дорошенка, сильні московські залоги в містах, тиск промосковськи налаштованої частини старшини і православного духовенства (особливо Чернігівського архієпископа Лазаря) примусили Многогрішного піти на переговори з царським урядом.
17 грудня 1668 року на раді в Новгороді-Сіверському Многогрішний був обраний «сіверським гетьманом» та від імені всієї старшини присягнув на вірність царю. Москва, втім, з огляду на сумнівний перебіг «вільних виборів» не визнала його титулу до Глухівської наради.
З березня 1669 року в Глухові генеральна рада вибрала Дем'яна Многогрішного гетьманом, і він присягнув на вірність цареві.
Переговори між московським урядом і Дем'яном Многогрішним завершилися укладенням Глухівських статей 1669 року. Статті в цілому посилювали залежність Лівобережної України від Московського царства.

### Правобережна Україна
Від кінця квітня 1666 року гетьманові Петрові Дорошенку стало відомо, що в московського уряду був намір зректися претензій до Правобережної України, щоб цією ціною зміцнити своє панування над Лівобережжям. Дорошенко вирішив ударити на Річ Посполиту, щоб примусити її зректися з свого боку Правобережної України й цим поставити обидві сторони, які домовлялися в Андрусові, перед фактом унезалежнення цієї частини України.
Наприкінці 1666 року Дорошенко визнав протекцію Криму. У грудні 1666 року козаки П. Дорошенка разом з татарами розбили під Браїловим на Брацлавщині 6-тисячний відділ коронної армії під проводом Себастьяна Маховського. Таким чином, ще до закінчення польсько-московської війни Україна стала театром нової війни.
У червні 1667 року польний гетьман коронний Ян Собеський попередив населення не тільки Поділля, але й Люблінщини, що їм загрожує небезпека від татарської навали. У вересні 1667 року 16-20-тисячна орда татар під проводом калга-султана Крим Ґерая, посилена 15 тисячами козаків Дорошенка, вдерлася на Галичину. Собеський зміг зібрати 15 тисяч коронного війська та приватних магнатських підрозділів, щоб захиститися від цієї навали. Крім того, йому допомогли озброєні православні селяни. У битві під Підгайцями козацько-татарське військо зазнало поразки, після 10 днів протистояння була підписана мирна Підгаєцька угода, яка на ділі виявилася лише перемир'ям.
Після проголошення Дорошенка гетьманом обох частин України зміцнення гетьманської влади занепокоїло Москву та Кримське ханство. Обидві держави взялися підривати її шляхом підтримки суперників Дорошенка і прямою військовою агресією. Кримські татари підтримали претендента на гетьманську булаву запорізького писаря Петра Суховія. Дорошенко, призначивши наказним гетьманом на Лівобережжі Дем'яна Многогрішного, був змушений повернутися у Правобережну Україну.
На початку 1669 року Дорошенку за допомогою запорожців під проводом Івана Сірка вдалося розгромити Суховія і його спільників — кримських татар.
Намагаючись нейтралізувати ворожі дії Криму і здобути допомогу в боротьбі проти Речі Посполитої і Московського царства, Дорошенко восени 1669 року уклав союзний договір із Османською імперією, що отримав назву Корсунської угоди. Цей крок різко знизив його популярність серед козаків і посполитих, спричинивши появу двох самопроголошених правобережних гетьманів — запорозького Петра Суховія й пропольського Михайла Ханенка.
У 1670 уряд Речі Посполитої позбавив Дорошенка булави та поставив козацьким гетьманом Михайла Ханенка. Хан Адиль Ґерай, що став прибічником союзу з Річчю Посполитою, не питаючи дозволу Османської імперії, у травні 1671 року уклав угоду з новим гетьманом, і був негайно скинутий з престолу. Султан Мегмед IV поставив ханом Селіма Ґерая. Селім вступив в союз з Дорошенком, який мріяв з османською допомогою створити єдину і незалежну українську державу. Об'єднавши свої сили з ханом, Дорошенко відновив війну проти Речі Посполитої.
У цій ситуації Ян Собеський, маючи тільки 4000 війська, 20 серпня 1671 року знову пішов в похід в Україну. У кінці серпня він розбив козаків та білгородських татар під Брацлавом. В кінці жовтня 1671 року Собеський отримав перемогу під Кальником. Але у наслідку внутрішньополітичної боротьби Собеський втратив командування армією, тим самим Річ Посполита змарнувала перемоги над татарами й Дорошенком.

## Події 1672—1676 років

### Лівобережна Україна
Під час свого правління лівобережний гетьман Дем'ян Многогрішний вів переговори з Петром Дорошенком про можливість переходу Лівобережної України під протекторат Османської імперії. Така політика викликала незадоволення як частини старшинської верхівки, так і московського уряду. У ніч з 12 на 13 березня 1672 року у Батурині козацька старшина за підтримки начальника московської залоги заарештувала Дем'яна Многогрішного (так звана «Батуринська змова») й видала його представникам царського уряду. Гетьмана привезли до Москви, де в середині квітня 1672 року звинуватили в державній зраді та засудили на довічне заслання у Сибіру.
На старшинській раді в Козачій Діброві 17 червня 1672 року новим гетьманом було обрано Івана Самойловича.
На початку свого правління Самойлович оновив старшинський корпус, зокрема владу повернули, репресовані за попереднього уряду, прибічники кланів Сомка, Золотаренка та Брюховецького. У 1672 році новий гетьман припинив антидержавну змову Петра Рославця.
На початку свого правління гетьман підписав нові Конотопські статті, які позбавляли Гетьманщину права здійснювати самостійну зовнішню політику і позбавляли простих козаків права обирати гетьмана.
Самойлович прагнув об'єднати під своєю владою Лівобережну й Правобережну Україну, для чого проводив боротьбу проти правобережного гетьмана Петра Дорошенка. У роки правління Самойловича остаточно утвердився державно-політичний устрій лівобережного Українського гетьманату, який в основному залишався незмінним до 1764 року. Також лівобережний гетьман керував козацьким військом під час Чигиринських походів 1677 і 1678 років.
Укладання Бучацького договору, за яким Річ Посполита відмовлялася від претензій на Правобережну Україну, Московське царство розцінила як можливість, не порушуючи Андрусівського перемир'я з Річчю Посполитою, захопити Правобережжя. 17 березня 1674 року Самойловича було проголошено гетьманом всієї України.

### Правобережна Україна
У січні 1672 року до Варшави приїхав османський посол, що привіз султанський указ про проголошення війни проти Речі Посполитої. Османська імперія вирішила напряму взяти під свій контроль Україну, почавши польсько-турецьку війну 1672—1676 років.
Навесні 1672 року розпочалися широкомасштабні воєнні дії. Дорошенко, отримавши воєнну допомогу від Османської імперії, перейшов у наступ. У липні козацькі полки під проводом Дорошенка розгромили на Поділлі під Четвертинівкою козацькі загони Михайла Ханенка. 27 серпня 1672 року об'єднана українсько-османсько-татарська армія, яку очолювали османський султан Мегмед IV, кримський хан Селім I Ґерай та гетьман Дорошенко, здобула фортецю Кам'янець (тепер Кам'янець-Подільський) і рушила в Галичину. На початку вересня 1672 року українсько-османсько-татарські війська обложили Львів.
Незважаючи на успішний похід Собеського проти татарських чамбулів, не маюча коштів для продовження війни Річ Посполита була змушена укласти з Османською імперією Бучацький мир 1672.
Україна передавалася гетьману Дорошенку як ленне володіння, залежне від Порти; Поділля і Кам'янець напряму входили до Османської імперії як Кам'янецький пашалик; Річ Посполита сплатила Османській імперії винагороду за військові витрати і зобов'язалася сплачувати щорічну данину. Дорошенко відновив свою владу, але через татарські грабунки та насильницьку ісламізацію, українське населення Правобережжя заходилося тікати на лівий берег Дніпра, Слобожанщину, Галичину і Волинь.
Під час відновлення воєнних дій Ян Собеський 11 листопада 1673 року розбив османські війська Гусейна-паші під Хотином. 20 тис. османів залишилося на полі битви, 66 знамен і 120 гармат потрапили в руки поляків. Обраний у 1674 році королем Речі Посполитої Ян Собеський продовжував війну з османами, і наступного року розбив ворогів під Львовом.
У червні 1674 року московська армія під командуванням воєводи Григорія Ромодановського і козацькі полки на чолі з гетьманом Іваном Самойловичем вступили у Правобережжя і взяли в облогу гетьманську столицю — Чигирин. Два тижні гетьманські війська завзято обороняли місто. На допомогу Дорошенку під Чигирин підійшла османсько-татарська армія під командуванням візира Кара-Мустафи, яка змусила Самойловича і московські війська відступити.
У 1674 році, коли війська гетьмана Самойловича перейшли Дніпро і більшість правобережних полків перейшли на бік лівобережного гетьмана
правобережний гетьман Михайло Ханенко склав гетьманську булаву, Петра Дорошенка формально було усунуто від влади, а гетьманом усієї України («обох сторін Дніпра») було проголошено Івана Самойловича. Михайло Ханенко був наділений маєтностями на Лівобережній Україні.
Восени 1675 року на козацькій раді в Чигирині Петро Дорошенко склав гетьманські клейноди, а Іван Сірко прийняв від нього присягу на вірність цареві. Московський уряд вимагав від Дорошенка присяги на лівому березі Дніпра в присутності Самойловича і Ромодановського, від чого Дорошенко рішуче відмовився.
У 1676 році Дорошенко з 12-тисячним загоном захопив Чигирин, розраховуючи на підхід османського війська, але восени 1676 року 30-тисячна московська армія і полки Самойловича знову обложили Чигирин. 19 вересня 1676 року розпочався штурм гетьманської столиці, яку обороняв всього двохтисячний загін сердюків. Після кількагодинного запеклого бою Дорошенко, розуміючи всю безвихідь становища, переконав козаків припинити опір.
У 1676 році війська Речі Посполитої із великим напруженням відбили наступ османсько-татарських військ на Львів. Незважаючи на вдалі бої під Журавним (вересень — жовтень 1676; Собеський відбив всі напади набагато численнішого супротивника на табір Речі Посполитої), Річ Посполита підписала з Османською імперією Журавненський мирний договір 1676 року. Ця угода повернула полякам дві третини України.

## Події 1677—1687 років

### Лівобережна Україна
Іван Самойлович висловлював незадоволення укладеним між Московським царством і Османською імперією Бахчисарайського миру 1681 року та неодноразово виступав проти укладення польсько-московського Вічного миру 1686 року, який узаконював розділ України на дві частини.
У 1686 р., продовжуючи процес зменшення автономії Гетьманщини, Київських митрополитів почали висвячувати Московські патріархи, що слугувало початком церковної окупації Московським патріархатом Київської митрополії, що перебувала у Вселенському патріархаті.
У 1687 році після невдалого українсько-московського походу на Кримське ханство Івана Самойловича звинуватили у зраді Москві, заарештували та позбавили гетьманства. Військова рада, яка відбулася 25 липня 1687 року обрала новим гетьманом Івана Мазепу. Ці події відомі як Коломацький переворот.
Новообраний гетьман підписав з московською владою новий договір — Коломацькі статті, що базувалися на Глухівських статтях 1669 року. Статті, з одного боку, підтверджували козацькі права і привілеї, але з іншого — ще більше посилювали залежність гетьмана та старшини від царського уряду.

### Правобережна Україна
У 1677 році османський султан призначив гетьманом Правобережної України Юрія Хмельницького, котрий знаходився у нього в полоні. У липні 1677 року Хмельницький вирушив на Чигирин з 120-тисячною кримсько-османською армією Ібрахіма-Паші. Московський гарнізон Чигирина витримав 3-тижневу облогу, а війська Самойловича і Ромодановського (52—57 тисяч чоловік), що підійшли на допомогу, 28 серпня (7 вересня) розбили османсько-татарські війська у битві під Бужином і примусили їх відступити.
У липні 1678 року османи ще раз намагалися захопити Чигирин. Цього разу вони наступали з військом близько 200 тисяч чоловік під проводом великого візира Кара-Мустафи. Московсько-козацьке військо збільшилося до близько 120 тисяч осіб. Після місяця завзятої боротьби османи захопили Чигирин, з якого залишилися лише руїни.
Московсько-козацька армія покинула Чигирин і відступила за Дніпро, відбивши напади османської армії, яка їх переслідувала. Ромодановський був відкликаний до Москви, Самойлович же залишився один на правій стороні Дніпра. Незабаром він повернувся на лівий берег. Його син, Семен, випалив на правій стороні всі села, міста і містечка.
Виснажені боротьбою і частими наскоками запорожців під проводом Івана Сірка османи також залишили зруйнований Чигирин.
У результаті вторгнення військ Османської імперії Самойлович втратив контроль над Правобережжям. У 1679 році за наказом московської влади Самойлович провів насильницьке переселення українців з Правобережної України на Лівобережну (відоме як Великий згін).
У 1679—1680 роках московські війська відбили напади кримських татар. Побоюючись нового походу османської армії, московська влада почала переговори про укладання миру з Османською імперією. Протягом 1679—1680 років відбулося декілька московських посольств до Кримського ханства й Константинополя. Нарешті, у січні 1681 року Османська імперія та Московське царство уклали Бахчисарайський мирний договір 1681 року, що закріплював Правобережну Україну за Османською імперією та встановлював нейтральну смугу між Південним Бугом і Дніпром, де заборонялося існування будь-яких поселень.
Після військових невдач і миром між Московським царством та Османською імперією Юрія Хмельницького було позбавлено гетьманства. Замість нього в 1681 році османський уряд призначив «гетьманом України» молдавського володаря Георге Дуку. Поставивши «наказним гетьманом» Яна Драгинича, Дука спробував заселити спустошене війною Правобережжя на засадах козацького устрою.
Проте похід у 1683—1684 роках ще одного «польського» гетьмана Правобережної України Стефана Куницького на Правобережжя і Молдову та несприятливі для Османської імперії зовнішньополітичні обставини не дали реалізуватися цим планам.
У 1683 році, після перемоги над османами у Віденській битві Річ Посполита почала шукати шляхи до укладання з Московським царством довготривалого миру.
Наслідком стало підписання у 1686 році «Вічного миру 1686 р.». За умовами договору Річ Посполита остаточно визнавала за Московським царством Лівобережну Україну, Київ та інші землі, а більша частина Правобережної України входило до складу Речі Посполитої. Також московська влада зобов'язувалась організувати воєнний похід проти Кримського ханства (Кримські походи 1687 і 1689 років).
У 1685 році сейм Речі Посполитої відновив козацький устрій на Правобережжі. Семен Палій, опираючись на постанову сейму разом з наказним гетьманом Андрієм Могилою, полковниками Андрієм Абазином, Самійлом Самусем, Захаром Іскрою розпочав реколонізацію спустошених війнами земель на Правобережжі.

## Подальші події
З обранням Івана Мазепи гетьманом Лівобережної України період Руїни закінчується. Більш ніж двадцятирічне правління Мазепи призвело до зростання авторитету гетьманської влади та економічної стабілізації Гетьманщини.
Паралельно з цим на Правобережжі у 1699 році влада Речі Посполитої скасовує козацьке самоврядування. Через декілька років це призводить до численного повстання Палія.

## Хронологія подій
- Російсько-польська війна (1654—1667)
- Віленське перемир'я (1656)
- Корсунська рада (1657)
- Корсунський договір (1657)
- Повстання дейнеків (1657—1658)
- Повстання Пушкаря та Барабаша (1657—1658)
- Гадяцький договір (1658)
- Московсько-українська війна (1658—1659)
- Розорення Чорнух (1658)
- Жердівські статті (1659)
- Переяславські статті (1659)
- Слободищенський трактат (Чуднівський трактат) (1660)
- Чорна рада (1663)
- Батуринські статті (1663)
- Московські статті (1665)
- Польсько-козацько-татарська війна (1666—1671)
- Андрусівське перемир'я (1667)
- Підгаєцька угода (1667)
- Гадяцька рада (1668)
- Корсунська угода (1669)
- Глухівські статті (1669)
- Острозька угода (1670)
- Батуринська змова (1672)
- Польсько-турецька війна (1672—1676)
- Чигиринські походи (1674—1678)
- Московсько-турецька війна (1676—1681)
- Великий згін (1678—1679)
- Бахчисарайський мирний договір (1681)
- Похід Куницького на Правобережжя і Молдову (1683)
- Вічний мир (1686)
- Анексія Київської митрополії Московським патріархатом (1686)
- Коломацький переворот (1687)

## Причини Руїни
- Виникнення гострих соціальних конфліктів та охоплення значної частини народу бунтівними настроями.
- Загострення суперечок в середовищі української державної еліти з питань внутрішньої і зовнішньої політики.
- Відсутність загальнонаціонального лідера та боротьба за гетьманську владу між різними політичними силами.
- Слабкі державницькі традиції, низький рівень політичної свідомості українців.
- Соціальне розшарування (небажання селян та простих козаків коритися шляхті та козацькій еліті).
- Несприятливе міжнародне становище. Іноземна інтервенція в Гетьманщину з боку Речі Посполитої, Московської держави, Османської імперії та Кримського ханства.

Значна частина лідерів цього періоду мали замало впливу аби здобути владу та впровадити власну політику по обидва боки Дніпра: (Іван Брюховецький, Михайло Ханенко, Юрій Хмельницький, Дем'ян Многогрішний, Степан Опара, Іван Сірко, Яким Сомко, Петро Суховій, Павло Тетеря).

## Гетьмани епохи Руїни

Зв'язки Гетьманів Руїни з ім'ям Хмельницького

- Іван Виговський
- Юрій Хмельницький
- Іван Самойлович

### Правобережжя
- Павло Тетеря
- Петро Дорошенко

### Лівобережжя
- Іван Брюховецький
- Дем'ян Многогрішний

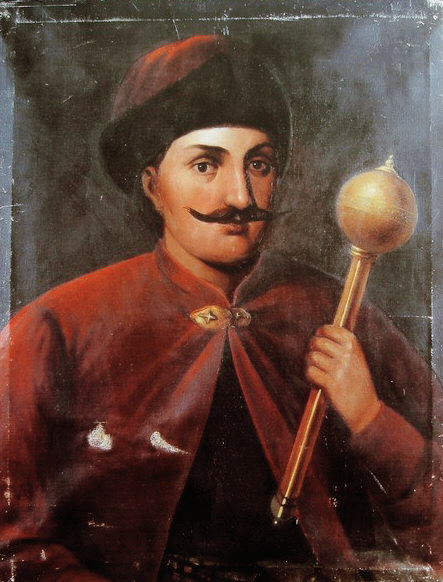
Іван Виговський
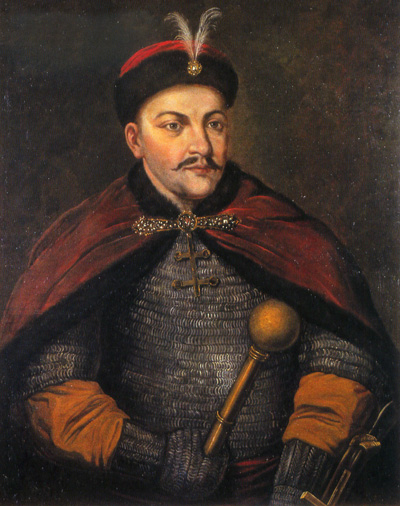
Юрій Хмельницький
Іван Самойлович
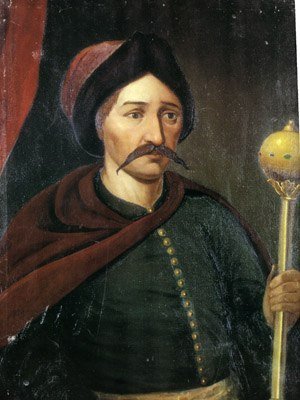
Павло Тетеря
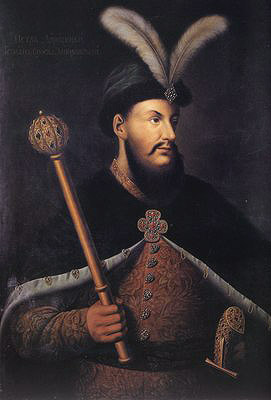
Петро Дорошенко
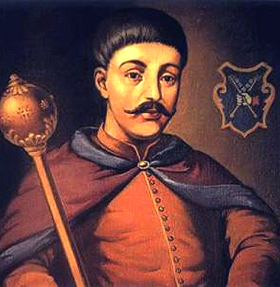
Іван Брюховецький
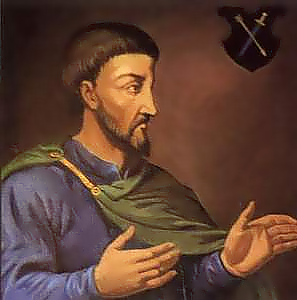
Дем'ян Многогрішний

## Руїна в культурі
Дума Мазепи (уривок)
Всі покою щиро прагнуть,

Та не в єден гуж всі тягнуть,

Той направо, той наліво,

А всі браття, то-то диво!

Нема ж любви, нема ж згоди

Од Жовтої взявши Води,

През незгоду всі пропали,

Самі себе звоювали.

## У художній літературі
- «Руїна» — історичний роман Михайла Старицького;
- «Гетьман, син гетьмана» — історична повість Юрія Мушкетика;
- «На брата брат» — історичний роман Юрія Мушкетика;
- «Брюховецький та Тетеря» — нарис Івана Нечуя-Левицького;
- «Чорна рада» — історичний роман Пантелеймона Куліша.
- «Бояриня»  - патріотично-драматична поема Лесі Українки.